# Luther Dickinson
Luther Dickinson
(Fayette County, Tennessee, 18 de enero de 1973) es un músico estadounidense, conocido por ser cantante, guitarrista y miembro fundador, junto a su hermano Cody Dickinson de North Mississippi Allstars. 
Además, ha formado parte de DDT, Spencer Dickinson y ha sustituido a Paul Stacey como guitarrista en The Black Crowes.

## Carrera musical
Luther nació en Fayette County, en el este del estado de Tennessee, hijo de Mary Lindsay y del afamado músico Jim Dickinson, un reputado productor y pianista, que producido y tocado para Rolling Stones, The Replacements o Aretha Franklin, entre otros. Siendo muy joven, su familia se mudó al norte de Misisipi, donde Luther creció rodeado de músicos como Mississippi Fred McDowell o R.L. Burnside. Además, creció escuchando la colección de discos de su padre, aunque él estaba al tanto de las novedades, como detalló en una entrevista con Ruta 66, en la que declaró que, de joven, una de sus bandas favoritas era Black Flag.
A principios de los 90 formó, junto a su hermano Cody y el bajista Paul Taylor el grupo de thrash-funk DDT, con quienes publicó un álbum en directo llamado Some of My Best Friends Are Blues, producido por su padre Jim Dickinson. Con la entrada de nuevos miembros cambiaron sus referencias musicales y el nombre, pasando a llamarse The DDT Big Band, pero tardaron poco en disolverse.

Fue entonces cuando Luther fundó, de nuevo junto a Cody, su proyecto más longevo, North Mississippi Allstars. Durante sus primeros años se dedicaron a rodar en directo, su primer álbum no llegó hasta 2000, fecha en la que publicaron Shake Hands with Shorty (Tone Cool). Menos tardó en llegar su segundo trabajo 51 Phantom (Uni/Tone, 2001). Ambos fueron grabados en Zebra Ranch, unos estudios regentados por Jim Dickinson, que ejerció de productor.
El mismo año que se editó 51 Phantom, Luther realizó unas sesiones en el Zebra Ranch con Cody y Jon Spencer, que salieron publicadas con el nombre de Spencer Dickinson, ese mismo año, en un sello japonés El álbum fue un tira y afloja entre los gustos de Spencer y los de los hermanos Cody (como el propio Spencer reconoció en una entrevista posterior), y fue reeditado (y ampliado) como The Man Who Lives For Love en 2006 por parte de Yep Roc.
Entre 2003 y 2008 han ido apareciendo más trabajos de NMA, Polaris (2003), Tate County (Hill Country Blues) (Artemis, 2004), Hill Country Revue: Live at Bonnaroo (ATO, 2004), Electric Blue Watermelon (ATO, 2005) y Hernando (Songs of the South, 2008).
En 2007 Luther se unió a los Black Crowes para la grabación de Warpaint (Silver Arrow, 2008), sustituyendo al guitarrista Paul Stacey. El 27 de noviembre la banda anunció que Luther ya era miembro oficial de los Black Crowes

## Discografía

### Con DDT
- Some of My Best Friends Are Blues (1994)

### Con Gutbucket
- Where's the Man with the Jive (Shangri-La/Suger Ditch, 1996)

### Con North Mississippi Allstars
- Shake Hands With Shorty (Tone-Cool, 2000)
- 51 Phantom (Uni/Tone, 2001)
- Polaris (2003)
- Tate County (Hill Country Blues) (Artemis, 2004)
- Hill Country Revue: Live at Bonnaroo (ATO, 2004)
- Electric Blue Watermelon (ATO, 2005)
- Hernando (Songs of the South, 2008)
- Keys To The Kingdom (Songs of the South, 2011)

### Con Spencer Dickinson
- Spencer Dickinson (Toy's Factory, 2001, TFCK-87263)
- The Man Who Lives For Love (Yep Roc Records, 2006, YEP 2078)

### Con The Black Crowes
- Warpaint (Silver Arrow, 2008)
- Warpaint Live (Silver Arrow, 2009)
- Before the frost... After the freeze (Silver Arrow, 2009)
- Croweology (Silver Arrow, 2010)